# Albertina Dias
Albertina Dias (née le 26 avril 1965 à Miragaia) est une athlète portugaise spécialiste du cross-country. 

## Palmarès

### Championnats du monde de cross-country
- Championnats du monde de cross-country 1990 à Aix-les-Bains, France
  -  Médaille d'argent du cross long
  -  Médaille de bronze du cross long par équipes
- Championnats du monde de cross-country 1992 à Boston, États-Unis
  -  Médaille de bronze du cross long
- Championnats du monde de cross-country 1993 à Amorebieta-Etxano, Espagne
  -  Médaille d'or du cross long
- Championnats du monde de cross-country 1994 à Budapest, Hongrie
  -  Médaille d'or du cross long par équipes